# KB Arsenal
KB Arsenal (en russe : Конструкторское бюро «Арсенал», nom complet : Bureau d'études Arsenal du nom de MV Frounze) est un bureau d'études et un centre de production industriel russe spécialisé dans la construction de satellites militaires et de supports de pièces d'artillerie de marine et de systèmes de lancement de missiles marins. La société est implantée à Saint-Pétersbourg.

## Historique
Les origines du bureau d'études Arsenal remontent à la création de la première fonderie de canons russe qui est créée  en 1711 par le tsar Pierre le grand à Saint-Pétersbourg. Un bureau d'études chargé de la conception des canons (artillerie anti-aérienne de marine, canons pour batterie côtière), est créé en 1949 sous l’appellation OKB-7. En 1980, le bureau d'études prend en charge le développement et la construction de certaines familles de satellites militaires qui étaient jusque là complètement confiées au Bureau d'études Ioujnoïe (aujourd'hui en Ukraine). L'entreprise est placée sous le contrôle de l'agence spatiale russe qui deviendra par la suite Roscosmos. En 2017, KB Arsenal devient une société par actions contrôlée par Roscosmos. KB Arsenal a des liens étroits avec MZ Arsenal qui poursuit l'activité historique en construisant des pièces d'artillerie mais en développant également des équipements mécaniques (compresseurs, machines d'extrusion, etc.) ainsi que des plateformes de satellites.

## Productions

### Secteur spatial
KB Arsenal a construit dans les années 1980 avec l'entreprise TsSKB Progress les satellites de reconnaissance optique (40 centimètres de résolution spatiale) Iantar Kobalt et contribué à la construction des satellites d'écoute électronique Tselina. Depuis le début de la décennie 2010, il développe la génération qui succède aux Tselina, les LOTO-S (système Liana), avec le même partenaire. Il est également le constructeur des satellites de surveillance océanique US-P dont 49 exemplaires ont été construits entre 1978 et 2004. Il développe avec TsSKB Progress la famille des Pion-NKS (système Liana) qui remplit le même rôle et dont le premier exemplaire est lancé en 2019. La société est également responsable d'un projet expérimental secret baptisé Ekipazh sur laquelle elle travaille depuis le milieu de la décennie 2010. Celui-ci utiliserait un petit réacteur nucléaire de fusion lointain successeur des Topaz qui équipaient les satellites US-A.

### Autres activités
La société poursuit également l'activité historique en développant des supports de pièces d'artillerie de marine et de systèmes de lancement de missiles marins.

### Sources
- (en) Brian Harvey, The Rebirth of the Russian Space Program - 50 Years After Sputnik, New Frontiers, Springer-Praxis, 2007 (ISBN 978-0-387-71354-0)la renaissance du programme spatial russe après l'éclatement de l'Union Soviétique